# Venus Fly Trap
Venus Fly Trap è un singolo della cantautrice britannica Marina, pubblicato il 9 giugno 2021 come quarto estratto dal quinto album in studio Ancient Dreams in a Modern Land sotto l'etichetta discografica Atlantic Records. La canzone è stata prodotta da Marina stessa insieme a James Flannigan. Un remix della canzone è stato pubblicato il 30 giugno, chiamato Venus Fly Trap (Blossom Remix).

## Tracce
1. Venus Fly Trap – 2:38

### Remix
1. Venus Fly Trap (Blossom remix) – 3:29